# Reichsamt für die Verwaltung der Reichseisenbahnen in Elsaß-Lothringen

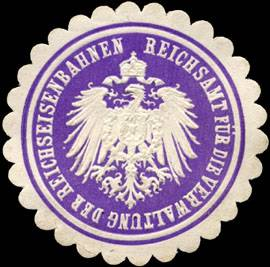
Siegelmarke des Reichsamts für die Verwaltung der Reichseisenbahnen

Das Reichsamt für die Verwaltung der Reichseisenbahnen in Elsaß-Lothringen war eine Zentralbehörde des Deutschen Reiches und die Aufsichtsbehörde über die Reichseisenbahnen in Elsaß-Lothringen.

## Vorgeschichte
Im Deutsch-Französischen Krieg 1870/71 übernahm mit der Eroberung des Elsass‘ und Lothringens zunächst das deutsche Militär die dortige Eisenbahn. Mit dem Frieden von Frankfurt übernahm das Deutsche Reich die dort gelegenen Eisenbahnstrecken der Compagnie des chemins de fer de l’Est (EST), der Französischen Ostbahnen. Aus diesem Bestand wurde mit kaiserlichem Dekret vom 9. Dezember 1871 die Kaiserliche Generaldirektion der Eisenbahnen in Elsaß-Lothringen in Straßburg gegründet:48, gibt den Text im Wortlaut wider, die die Reichseisenbahnen in Elsaß-Lothringen verwaltete. Da die übrigen Eisenbahnen im Deutschen Reich damals entweder Privatbahnen oder Staatsbahnen einzelner Bundesstaaten waren, stellten die Reichseisenbahnen in Elsaß-Lothringen (EL) das einzig größere Streckennetz im Eigentum und im Betrieb des Deutschen Kaiserreichs dar.:49 Das Reich besaß dafür kein eigenes (Verkehrs)ministerium, weshalb die Aufsicht über die Generaldirektion zunächst beim Reichskanzler lag.

## Geschichte
Am 27. Mai 1878 wurde für diese Aufgaben in Berlin durch kaiserlichen Erlass das Reichsamt für die Verwaltung der Reichseisenbahnen in Elsaß-Lothringen als „Eisenbahnministerium“ des Reiches für das Reichsland Elsaß-Lothringen errichtet.
Mit dem Verlust Elsaß-Lothringens durch Deutschland 1918 und der Übergabe der dortigen Reichseisenbahnen an Frankreich verlor das Reichsamt für die Verwaltung der Reichseisenbahnen in Elsaß-Lothringen seine Aufgaben und wurde aufgelöst.

## Organisation

Kaiser Wilhelm II. mit den Präsidenten des Reichsamtes für die Verwaltung der Reichseisenbahnen in Elsaß-Lothringen: (v.l.) v. Maybach, v. Budde, v. Breitenbach, v. Thielen

Das Reichsamt für die Verwaltung der Reichseisenbahnen war als Zentralbehörde direkt dem Reichskanzler unterstellt. Chef der Behörde war in Personalunion immer der preußische Minister der öffentlichen Arbeiten, dem auch die Königlich Preußischen Staatseisenbahnen (K.P.St.E.) unterstanden:
- 1879–1891 Albert von Maybach
- 1891–1902 Karl von Thielen
- 1902–1906 Hermann von Budde
- 1906–1918 Paul von Breitenbach

Ab 1880 wurde die Behörde von einem „Dirigenten“ geleitet. Diese waren:62f:
- 1880–1892 Albert Kinel
- 1892–1894 Hermann Oberbeck
- 1894–1912 Louis Kriesche
- 1912–1918 Ernst Leese

Das Reichsamt für die Verwaltung der Reichseisenbahnen war eine sehr kleine Behörde. Sie bestand neben dem Dirigenten aus zwei bis vier Vortragenden Räten, einem Assistenten und einigen Beamten, die das Büropersonal stellten.:62

## Aufgaben
Dem Reichsamt für die Verwaltung der Reichseisenbahnen oblag die „Landeseisenbahnaufsicht“ gegenüber der EL. Dazu gehörte es, die Tarife festzulegen, eine Aufgabe, die es aber größtenteils an die EL delegierte.:63